# Laurentia (botánica)
Laurentia es un género de 51 especies de plantas de flores perteneciente a la familia Campanulaceae.
Son hierbas perennes que alcanza los 40 cm de altura con tallos erectos, glabros. Las hojas son elípticas o aovadas de 6-10 cm de longitud con 6,5 cm de ancho. Las flores son solitarias axilares, con pedúnculos de 4-13 cm de longitud. El fruto es una cápsula.

## Especies seleccionadas
- Laurentia anethifolia
- Laurentia arabiga
- Laurentia armstrongii
- Laurentia atropurpurea
- Laurentia axillaris